# Brama Rybacka

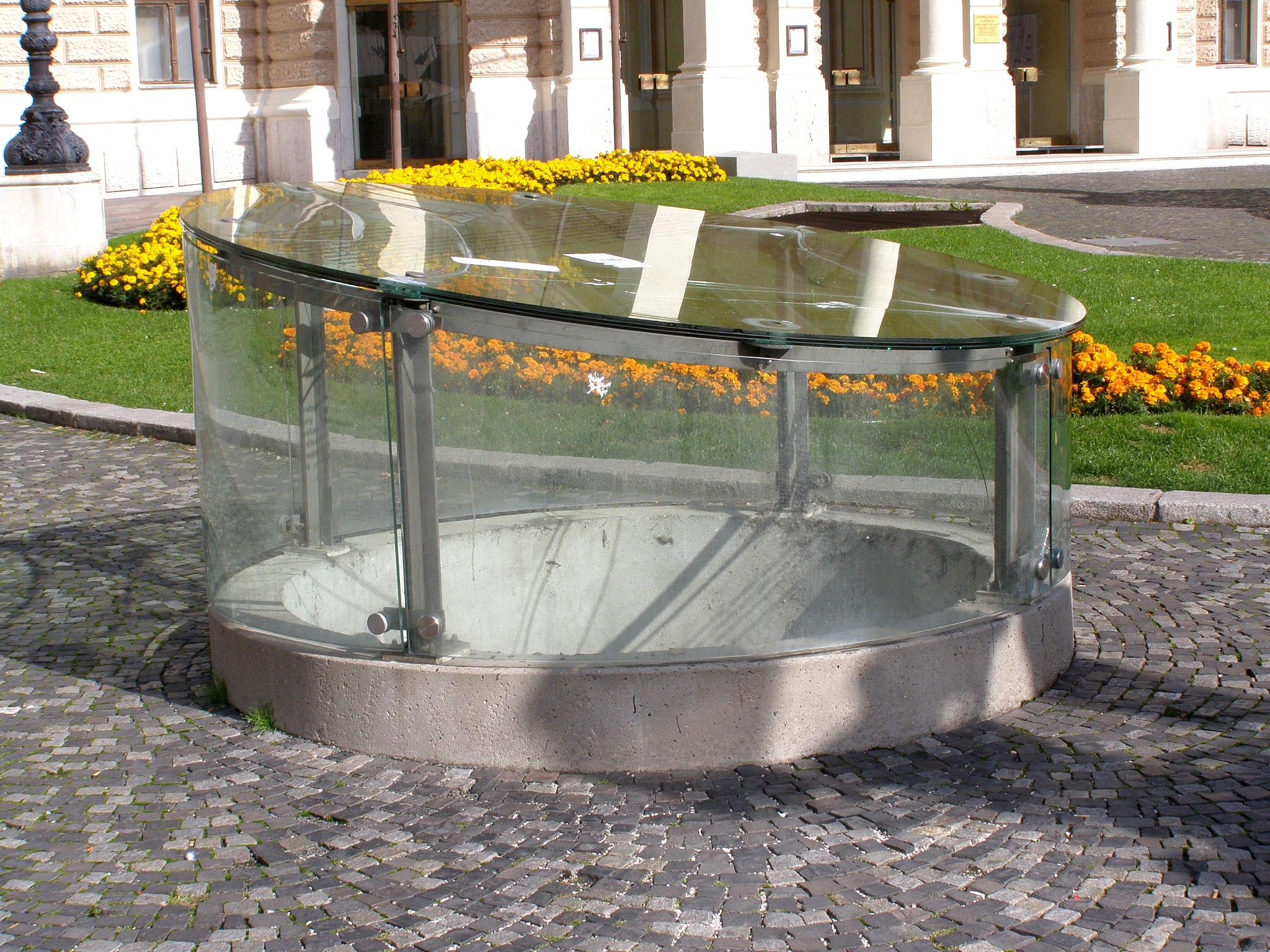
Fragment zakonserwowanych odkrywek murów przedbramia Bramy Rybackiej udostępniony do oglądania przez szybę z poziomu ulicy.

Brama Rybacka (słow. Rybárska brána) – południowa, najmniejsza, jedna z czterech bram miejskich Bratysławy. Jej nazwa pochodzi od tego, iż prowadziła w kierunku Dunaju do osiedli rybaków, którzy tędy przynosili na sprzedaż złowione ryby.

## Historia
Brama Rybacka została zbudowana prawdopodobnie w połowie XIV wieku. Spajała ona miasto z przedmieściem, gdzie mieszkali rzemieślnicy, rybacy, rzeźnicy itp. W 1529 roku w czasie tureckich najazdów została zamurowana. Pozostało jedynie małe przejście, które było przeznaczone jako brama dla pieszych.
W 1717 roku brama została odnowiona i zmieniono jej nazwę na Belehradską, jednakże ostatecznie nazwaną ją Bramą Rybacką. Ponowne odnowienie bramy miało miejsce w latach 1754-1756 podczas rządów Marii Teresy. W tym też okresie brama została czasowo przemianowana na Bramę Terezjańską. Jeszcze za jej panowania na jej rozkaz brama została zburzona w roku 1776.
Pozostałości murów bramy zostały odrestaurowane w roku 1990 i można je zobaczyć przez szybę przy Teatrze Narodowym.